# Maiden Voyage
Maiden Voyage – piąty album studyjny amerykańskiego pianisty i kompozytora jazzowego Herbiego Hancocka, wydany z numerem katalogowym BLP 4195 i BST 84195 w 1965 roku nakładem Blue Note Records.

## Powstanie
Materiał na płytę został zarejestrowany 17 marca 1965 roku przez Rudy'ego Van Geldera w należącym do niego studiu (Van Gelder Studio) w Englewood Cliffs w stanie New Jersey. Produkcją płyty zajął się Alfred Lion.
Utwór tytułowy powstał w oparciu o rytm wykorzystany uprzednio w podkładzie dźwiękowym, skomponowanym przez Hancocka na zamówienie Herman Edel Associates do reklamy telewizyjnej perfum męskich marki Yardley. Początkowo muzyk nie wiedział, jak zatytułować kompozycję, toteż jej roboczy tytuł brzmiał TV Jingle. Pomysł podrzuciła mu przyjaciółka jego młodszej siostry, której muzyka stworzona na potrzeby nowego albumu skojarzyła się z podróżą morską. Tak powstał tytuł Maiden Voyage, co oznacza m.in. „dziewiczy rejs”, w jaki udaje się świeżo zwodowany okręt. Jak Hancock wspomniał w swojej autobiografii, kawałek ten jest jego ulubionym utworem ze wszystkich, jakie napisał.

## Recepcja i wpływ
Wraz z Empyrean Isles z 1964 roku longplay zaliczany jest do „klasycznych albumów” jazzowych lat 60. Kompozycje Maiden Voyage i Dolphin Dance stały się standardami jazzowymi. Po latach wykorzystywał je sam Hancock, np. zamieścił obie w repertuarze płyty Dedication (1974).
W The Penguin Guide to Jazz album wyróżniono najwyższą oceną, stwierdzając, że Maiden Voyage to „kolosalne osiągnięcie człowieka, który wciąż miał zaledwie 24 lata”. Natomiast w recenzji albumu Stephen Thomas Erlewine z AllMusic wystawił płycie maksymalną notę i napisał, iż „Maiden Voyage prezentuje Herbiego Hancocka u szczytu sił twórczych”, oraz że „prawdopodobnie jest to jego najświetniejsze dokonanie z lat 60., zachowujące doskonałą równowagę pomiędzy przystępnym, pełnym liryzmu jazzem a nie stroniącym od podejmowania wyzwań hard bopem”.

## Lista utworów
Opracowano na podstawie materiału źródłowego.
Wydanie LP
Strona A
| Nr | Tytuł utworu               | Muzyka         | Długość |
| -- | -------------------------- | -------------- | ------- |
| 1. | „Maiden Voyage”            | Herbie Hancock | 7:57    |
| 2. | „The Eye of the Hurricane” | Hancock        | 6:01    |
| 3. | „Little One”               | Hancock        | 8:47    |
|    |                            |                | 22:45   |

Strona B
| Nr | Tytuł utworu              | Muzyka  | Długość |
| -- | ------------------------- | ------- | ------- |
| 1. | „Survival of the Fittest” | Hancock | 10:03   |
| 2. | „Dolphin Dance”           | Hancock | 9:16    |
|    |                           |         | 19:19   |

## Twórcy
Opracowano na podstawie materiału źródłowego.
Muzycy:
- Herbie Hancock – fortepian
- Ron Carter – kontrabas
- George Coleman – saksofon tenorowy
- Freddie Hubbard – trąbka
- Tony Williams – perkusja

Produkcja:
- Alfred Lion – produkcja muzyczna
- Rudy Van Gelder – inżynieria dźwięku
- Reid Miles – fotografia na okładce, projekt okładki
- Nora Kelly – liner notes
- Michael Cuscuna – produkcja muzyczna (reedycja z 1999)
- Bob Blumenthal – liner notes (1999)